# Бикчантаев, Фарид Рафкатович
Фарид Бикчантаев (тат. Фәрит Бикчәнтәев; род. 21 мая 1962, Казань) — татарский театральный режиссёр и педагог. Главный режиссёр Татарского академического театра имени Г. Камала с 2002 года. Заслуженный деятель искусств Российской Федерации (2010). C 2011 года — председатель Союза театральных деятелей Республики Татарстан.

## Биография
Родился 21 мая 1962 года в Казани. Его родители — мастера камаловской сцены Рафкат Бикчантаев (1924—1975) и Наиля Гараева (1940—2023). После окончания училища Фарид и сам начинал как актёр. В 1981 году окончил Казанское театральное училище и был принят в труппу Татарского театра имени Г. Камала, в спектаклях которого участвовал уже в детские годы. Среди ролей: Алмазбулат – «Алмазбулат» Ю. Сафиуллина, Леандро – «Король-Олень» К. Гоцци, Сын – «Прости меня, мама!» Р. Батуллы, Наиль – «Чужая вина» Х. Вахита.
В 1991 году окончил режиссёрский факультет ГИТИСа (курс Марии Кнебель и Бориса Голубовского). Дипломные работы «Бичура» М. Гилязова и «Сказка про белого бычка» Т. Гиззата вошли в репертуар Театра им. Г. Камала. C 16 мая 2002 года — главный режиссёр Татарского государственного академического театра им. Г. Камала. С 2002 года — заведующий кафедрой актерского мастерства Казанского государственного института культуры, с 2011 года — профессор. Руководитель двух актерских курсов Казанского театрального училища. С февраля 2011 года — председатель Союза театральных деятелей Республики Татарстан.
Художественный руководитель Международного театрально-образовательного форума-фестиваля тюркских народов «Науруз». Инициатор проведения конкурса «Новая татарская пьеса» на базе Театра Камала.
Женат, имеет сына. Супруга — Люция Хамитова, заслуженная артистка России, народная артистка Республики Татарстан, актриса Театра Камала.

## Театральные постановки
Режиссёром поставлено около 80 спектаклей в разных театрах. Номинант национальной театральной премии «Золотая маска» (2014), 2018, 2023

#### Татарский академический театр имени Галиасара Камала
- 1989 Мансур Гилязов, «Бичура» (фестивали: Международный театральный фестиваль «Науруз-93». Ашхабад, 1993; Международный фестиваль тюркоязычных театров «Туганлык». Уфа, 1991).
- 1990 Мансур Гилязов, «Казанские парни». Тази Гиззат, «Сказка про белого бычка».
- 1991 Мирхайдар Файзи, «Прекрасная возлюбленная». Уильям Шекспир, «Ромео и Джульетта».
- 1992 Ахмет-Тажетдин Рахманкулов, «Волны подо льдом». Мансур Гилязов, «Вновь казанские парни».
- 1993 Туфан Миннуллин, «Прощайте!» (Государственная премия Татарстана им. Г. Тукая).
- 1994 Зульфат Хаким, «Вор».
- 1995  Лопе де Вега, «Учитель танцев».  Туфан Миннуллин, «Свет моих очей» (фестивали: VI Международный театральный фестиваль «Золотой конек», Тюмень, 2009; Международный театральный фестиваль. Аугсбург (Германия), 1996).
- 1996  Карим Тинчурин, «Жизнь и смерть Вахита Мансурова».  Галиасгар Камал, «Шурин, соперница и другие».
- 1997  Флорид Буляков, «Реестр любви».
- 1998  Туфан Миннуллин, «Родословная». Зульфат Хаким, «Вызывали?..».
- 1999  Наки Исанбет «Рыжий насмешник и его черноволосая красавица» (фестивали: I Международный театральный фестиваль стран Центральной Азии, Алматы (Казахстан), 2006; I Международный театральный фестиваль «Истанбул–Простор–Театр», Стамбул (Турция), 2004; Международный фестиваль государственных театров «Сабанчи», Адана (Турция), 2003; VII Международный театральный фестиваль тюркских народов «Науруз», Казань, 2002; Международный театральный фестиваль «Гостиный двор». Оренбург, 2000).
- 2000  Зульфат Хаким «И снилось мне». Тунжар Жужэноглу «Врачеватель поневоле» (фестивали: Фестиваль турецкой драматургии. Москва, 2000).
- 2001  Зульфат Хаким «Мчит меня мой конь в Казань». Мансур Гилязов «Казанские парни».
- 2002  Зульфат Хаким, «Снегопад, снегопад». Геор Хугаев, «Черная бурка» (фестивали: ХIII Международный театральный фестиваль «Белая Вежа», Брест (Беларусь), 2008; Всероссийский театральный фестиваль «Музыкальное сердце театра», Москва, 2008; III Северо-Кавказский фестиваль национальных театров, Владикавказ, 2006; VIII Международный театральный фестиваль тюркских народов «Науруз», Казань, 2005; Международный театральный фестиваль «Гостиный двор», Оренбург, 2003).
- 2003  Туфан Миннуллин, «Вот так случилось».  Карим Тинчурин, «Казанское полотенце» (фестивали: Всероссийский театральный фестиваль «Театр и его время», Ульяновск, 2006).
- 2004  Зульфат Хаким, «Немая Кукушка».
- 2005  Туфан Миннуллин, «Ненаглядная моя».
- 2006  Антон Чехов, «Три сестры» (фестивали: IV Международный фестиваль тюркоязычных театров «Туганлык», Уфа, 2006)
- 2007  Флорид Буляков, «GO! Баламишкин».  Наки Исанбет, «Гульжамал».  Туфан Миннуллин, «Одержимый» (IX Международный театральный фестиваль тюркских народов «Науруз», Казань, 2009)
- 2008  Ильгиз Зайниев, «Люстра».  Зульфат Хаким, «Ружье».  Ильгиз Зайниев, «Дитя».
- 2009  Фатхи Бурнаш, «Молодые сердца».  Мансур Гилязов, Ризван Хамид, «Кукольная свадьба» (фестивали: X Международный фестиваль театров Черного моря. Трабзон (Турция), 2010; X Международный театральный фестиваль тюркских народов «Науруз», Казань, 2011).
- 2010  Ильгиз Зайниев, «Запоздалое лето».  Туфан Миннуллин, «Диляфруз-Remake».  Заки Зайнуллин, «Женщины 41-го».
- 2011  Карим Тинчурин, «Голубая шаль».
- 2012  Туфан Миннуллин, «Мулла» (фестивали: I фестиваль театров Приволжского округа, Оренбург, 2014).
- 2013  Галиасгар Камал, «Банкрот».  Йон Фоссе, «Однажды летним днем» (фестивали: Международный театральный фестиваль имени И.Мадача, Будапешт (Венгрия), 2014; Российская национальная театральная премия и фестиваль «Золотая маска», Москва, 2014; XV Международный театральный фестиваль «Радуга», Санкт-Петербург, 2014; Х Международный Шанхайский фестиваль современного театра, Шанхай (Китай), 2014; Международный фестиваль Fest(in) on the Boulevard. Бухарест (Румыния), 2019; Российская национальная театральная премия и фестиваль «Золотая маска»-2014, номинации: «Лучший спектакль в драме, малая форма», «Лучшая работа режиссера», «Лучшая работа художника по свету», «Лучшая женская роль» (Люция Хамитова)).
- 2015   Наки Исанбет, Саадалла Ваннус, «Ходжа Насретдин» (фестивали: ХIII Всероссийский фестиваль «Реальный театр», Екатеринбург, 2015).  Барзу Абдураззоков, «Здравствуй, мама, это я!»
- 2016  Жан-Батист Мольер, «Дон Жуан».
- 2017  Сюмбель Гаффарова, «Пришлый» (фестивали: II Международный театральный фестиваль «Буа: Пространство диалога», Буинск, 2018; Международный театральный фестиваль «Движущиеся миры», Нанкин (Китай), 2018; XX Bharat Rang Mahotsav – «Национальный Театральный Фестиваль», Дели, Варанаси, (Индия), 2019; VI Международный театральный фестиваль им. И.Мадача (MITEM, Madách International Theatre Meeting), Будапешт (Венгрия), 2019; II Всероссийский фестиваль национальных театров «Крымская театральная осень». Ялта, 2020, Международный фестиваль, посвященный женщинам драматургам, Турция, 2023, Международный театральный фестиваль «Театр эпохи счастья», Туркменистан, 2023).  Аяз Гилязов, «Взлетел петух на плетень» (фестивали: I Всероссийский фестиваль национальных театров «Федерация», Грозный, 2019; Международная театральная олимпиада, Санкт-Петербург, 2019).  Ильдар Юзеев, «Мой белый калфак».
- 2018  Зульфат Хаким, «Вызывали?..»
- 2019  Гузель Сагитова, «Туман» (фестивали: Всероссийский театральный фестиваль молодой режиссуры «Ремесло» [в рамках проекта театра #Молодежный вторник], Казань, 2019).  Мансур Гилязов, «Живы ли вы?!.».
- 2020  Карим Тинчурин, «Угасшие звезды».  Артур Шайдулла, «На закате».
- 2021  Габдрахман Ильяси, «Несчастная девушка».
- 2022  Махмуд Галяу, «Муть. Мухаджиры» (Российская национальная театральная премия и фестиваль «Золотая маска»-2024, номинации: «Лучший спектакль большой формы», «Лучшая работа режиссера», «Лучшая женская роль» (Лейсан Гатауллина), «Лучшая мужская роль» (Фаннур Мухаметзянов), «Лучшая женская роль второго плана» (Люция Хамитова), «Лучшая мужская роль второго плана» (Ильдус Габдрахманов), «Работа художника»  (Сергей Скоморохов), «Работа художника по костюмам» (Марина Марьянич), «Работа художника по свету» (Тарас Михалевский); Российская национальная театральная премия и фестиваль «Золотая маска»-2024, лауреат в номинации «Лучший спектакль большой формы»).
- 2023  Рустем Галиуллин, «Осенний отголосок».
- 2024 Туфан Миннуллин, «Чертов тост».

#### Казанский государственный академический русский Большой драматический театр имени В. И. Качалова
- 1996 — «Весельчаки» Н. Саймон

#### Казанский ТЮЗ
- 2001 — «Дон Жуан» Ж. - Б. Мольер

#### Альметьевский татарский государственный драматический театр
- 1999 — «Белый Калфак» М. Файзи

#### Уфимский государственный татарский театр «Нур»
- 1995 — «Осень» Г. Исхаки
- 2005 — «Свободные сердца» И. Зайниев

Башкирский академический театр драмы имени Мажита Гафури
- 1997 —  «Собака на сене» Лопе де Вега
- 2002 — «Мою жену зовут Морис» Раффи Шарт
- 2016 — «Антигона» Жан Ануй (Российская национальная театральная премия и фестиваль «Золотая маска»-2018, номинации: «Лучший спектакль в драме, большая форма», «Лучшая работа режиссера», «Лучшая работа художника», «Лучшая женская роль», «Лучшая мужская роль», «Лучшая женская роль второго плана», «Лучшая мужская роль второго плана»).

Турецкие государственные театры (Анкара)
2023 — Недялко Йорданов, «Убийство Гонзаго».

## Признание и награды
- Заслуженный деятель искусств Российской Федерации (2010 год).
- Заслуженный деятель искусств Республики Татарстан (1996 год).
- Государственная премия Республики Татарстан имени Габдуллы Тукая (1998 год).
- Медаль «За доблестный труд» (2017 год) — за большой вклад в развитие театрального искусства и многолетнюю плодотворную творческую деятельность[3].
- Медаль ордена «За заслуги перед Республикой Татарстан» (2022 год) — за заслуги в развитии театрального искусства и многолетнюю плодотворную творческую деятельность[4].
- Лауреат ХХII Международной премии Станиславского «За вклад в развитие российского театрального искусства» (2017)[5].
- Книга: Режиссер Фарид Бикчантаев. - Казань, 2022. - 600с., ил.